# DeMarcus Cousins
DeMarcus Amir Cousins (Mobile, Alabama, 13 de agosto de 1990) es un jugador de baloncesto estadounidense que juega actualmente en los Mets de Guaynabo del Baloncesto Superior Nacional de Puerto Rico. Con 2,08 metros de estatura, juega en la posición de pívot. Ganó el Campeonato Mundial de Baloncesto de 2014 y la medalla de oro en el torneo de baloncesto masculino de los Juegos Olímpicos de Río de Janeiro 2016 como miembro de la selección de Estados Unidos.

## Trayectoria deportiva

### High School
Cousins fue incluido en el McDonald's All-American Team de 2009, donde anotó 14 puntos y cogió 8 rebotes. Además, también disputó el Nike Hoop Summit en el mismo año en el Rose Garden en Portland y el Jordan Brand Classic en el Madison Square Garden, aportando 10 puntos para el equipo negro. Cousins lideró al Instituto LeFlore al Alabama class 6A Final Four ante Hillcrest para avanzar al campeonato estatal, cayendo finalmente ante su futuro compañero de equipo Eric Bledsoe del Instituto Parker.

### Universidad
Primeramente, Cousins se comprometió con UAB el 28 de febrero de 2008, pero nunca firmó una carta de intenciones debido a que el jugador solo quería formar parte de los Blazers si el entrenador Mike Davis, abandonaba el cargo, condición a la que la universidad se negó. Cousins declinó a UAB y se comprometió con Memphis el 9 de marzo de 2009, aunque tras la marcha del entrenador de Memphis John Calipari a Kentucky, Cousins decidió seguir al entrenador. El 15 de abril de 2009, Cousins se comprometió con Kentucky. En Kentucky, Cousins promedió 15.1 puntos, 9.8 rebotes y 1.8 tapones por partido. Liderados por Cousins y John Wall, los Wildcats alcanzaron la Elite Eight del torneo de la NCAA de 2010.

#### Estadísticas
| Año     | Equipo   | PJ | PT | MPP  | %TC  | %3P  | %TL  | RPP | APP | ROB | TPP | PPP  |
| ------- | -------- | -- | -- | ---- | ---- | ---- | ---- | --- | --- | --- | --- | ---- |
| 2009–10 | Kentucky | 38 | 38 | 23.5 | .558 | .167 | .604 | 9.8 | 1.0 | 1.0 | 1.8 | 15.1 |

### NBA

#### Sacramento Kings
Cousins fue seleccionado por Sacramento Kings en la quinta posición del Draft de la NBA de 2010, posición algo inferior a lo que se esperaba. Se dijo que su falta de madurez había provocado que algunas franquicias prefirieran escoger a otros rookies con la cabeza más asentada. Cousins empezó titubeante su andadura en la NBA, pero a partir del mes de enero se ha asentado con varios partidos que dan muestra de su enorme potencial convirtiéndolo ya en una pieza básica de los Kings.
DeMarcus comenzó la temporada 2012-13 recibiendo una sanción de dos encuentros por enfrentarse a Sean Elliott, narrador de los San Antonio Spurs. Posteriormente Cousins volvió a ser suspendido con un partido por darle una patada en los testículos a O.J. Mayo.

#### New Orleans Pelicans

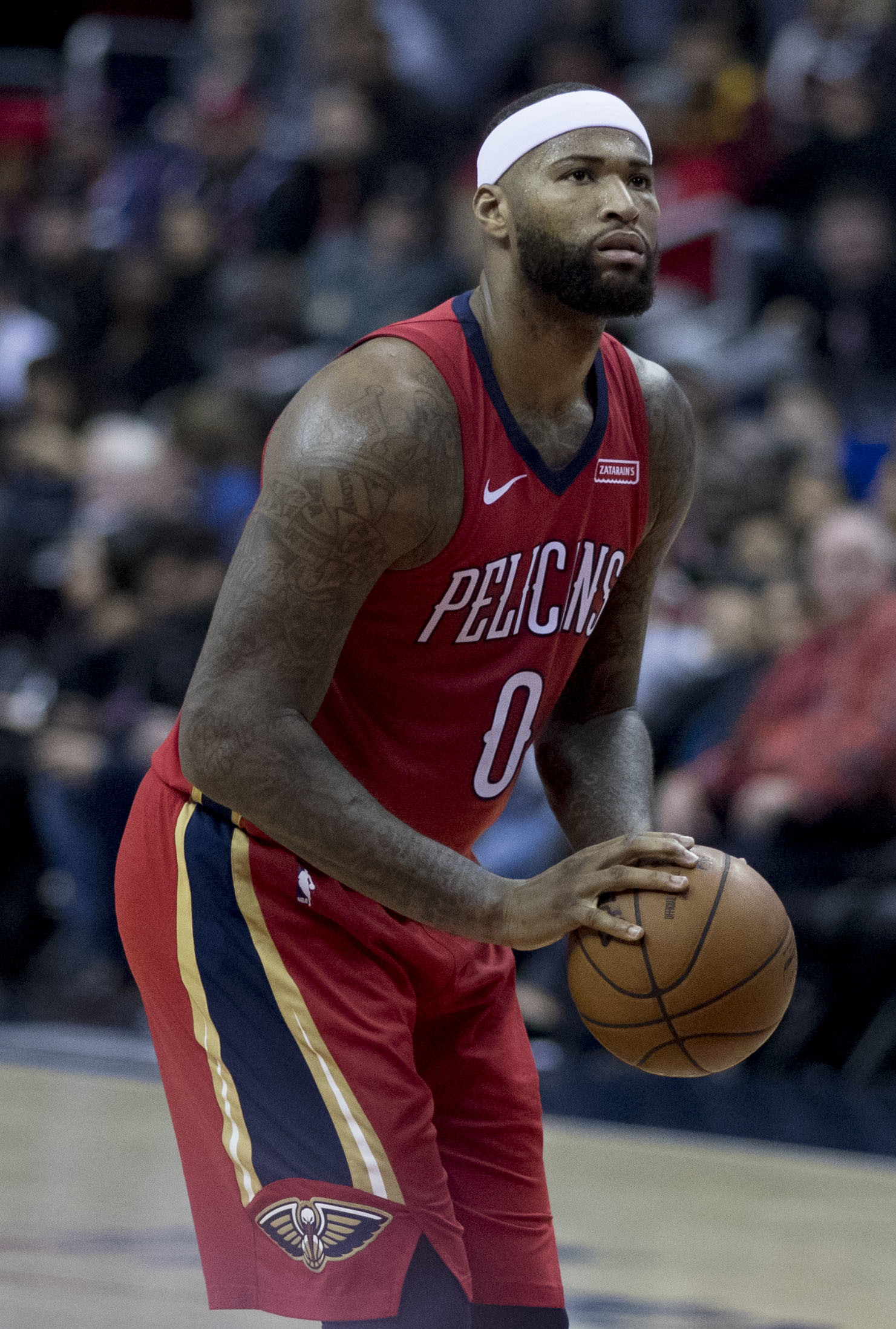
Cousins, en 2017, durante su etapa en los New Orleans Pelicans.

Tras siete temporadas en Sacramento, en febrero de 2017, DeMarcus Cousins y Omri Casspi son traspasados a los New Orleans Pelicans a cambio de Buddy Hield, Tyreke Evans, Langston Galloway y las elecciones de New Orleans en primera ronda del Draft de 2017 y en segunda ronda en 2019. El 1 de febrero de 2018, en un partido contra Houston Rockets, DeMarcus se lesiona el tendón de Aquiles, lo que le provoca perderse el All-Star y poner fin a su temporada con los Pelicans, en la que promediaba 25.2 puntos, 12.9 rebotes y 5.4 asistencias, siendo este último, el promedio más alto de su carrera.

#### Golden State Warriors
El 3 de julio de 2018, Cousins firma un contrato anual con los vigentes campeones, los Golden State Warriors para la temporada 2018-19. Este fichaje supuso un gran revuelo en la NBA, al sumar a otro jugador All-Star a los ya presentes en el equipo: Kevin Durant, Stephen Curry, Klay Thompson y Draymond Green. No obstante, el propio Cousins admitió meses más tarde que apenas tuvo oportunidades de firmar por otros equipos.
Su debut con los Warriors no se produjo hasta enero como consecuencia de la lesión que arrastraba, en una victoria frente a Los Angeles Clippers, donde anotó 14 puntos en 15 minutos. Golden State cumplió las expectativas y se clasificaron para los playoffs como primeros de la Conferencia Oeste. Cousins, pese a haber debutado en enero, pudo completar 30 partidos de liga regular con el conjunto de la bahía. Tras 9 temporadas en la NBA jugó su primer partido de playoffs de su carrera, precisamente contra el mismo equipo con el que debutó en los Warrios, los Clippers. A pesar de ello, en su segundo partido de playoff, volvió a sufrir una lesión esta vez en su muslo izquierdo. Pese a que inicialmente se le había descartado para el resto de playoffs, pudo volver a la competición en las Finales de la NBA en la que Golden State se enfrentó a los Toronto Raptors. DeMarcus disputó los 6 partidos de las finales, donde los Raptors se impusieron 4-2 en una finales marcadas por las lesiones de Durant y Klay Thompson.

#### Los Angeles Lakers
El 6 de julio de 2019, firma un contrato de $3,5 millones por 1 año, con Los Angeles Lakers. sumándose así a sus excompañeros en los Pelicans, Anthony Davis y Rajon Rondo. Semanas después de su fichaje, en agosto de 2019, y sin haber debutado con el equipo, se lesionó sufriendo un desgarro en el ligamento cruzado anterior de la rodilla izquierda, con un tiempo de baja de larga duración. Tras su lesión, los Lakers firmaron a Dwight Howard como recambio al pívot. Una vez se inició la temporada, el entrenador principal de los Lakers Frank Vogel, admitió que no daban por descartado que Cousins regresara a lo largo de la temporada. El 21 de febrero de 2020 fue cortado, sin llegar a disputar un solo encuentro con los Lakers.

#### Houston Rockets
El 23 de noviembre de 2020, firma por un año con Houston Rockets. Pero el 20 de febrero, tras disputar 25 encuentros, es cortado por los Rockets.

#### Los Angeles Clippers
El 5 de abril de 2021, firma un contrato de 10 días con Los Angeles Clippers. El 16 de abril firma un segundo contrato de 10 días y diez días más tarde, firma hasta final de temporada.

#### Milwaukee Bucks
El 30 de noviembre de 2021 firmó contrato con los Milwaukee Bucks. Pero fue cortado el 6 de enero tras 17 encuentros.

#### Denver Nuggets
El 21 de enero de 2022 firmó un contrato de diez días con los Denver Nuggets. El 28 de enero un segundo contrato de 10 días, el 10 de febrero, un tercer contrato y, finalmente, el 25 de febrero firma hasta final de temporada. El 4 de marzo ante Houston Rockets, anota 31 puntos.

### Puerto Rico
En abril de 2023, tras no conseguir contrato NBA se une a los Mets de Guaynabo de la Baloncesto Superior Nacional de Puerto Rico. En la temporada 2023 promedió 20,4 puntos, 10,9 rebotes y 4,5 asistencias por encuentro, llevando el equipo a playoffs, y cayendo en semifinales ante Gigantes de Carolina en 7 encuentros. DeMarcus se lesionó al comienzo del sexto encuentro, y con previsión de volver tras una semana, pero el equipo cayó eliminado.

### Asia
El 18 de diciembre de 2023, firma con los Taiwan Beer Leopards de la T1 League de Taiwán. Debutó con el equipo en 2024. A pesar de sus intenciones de regresar a la NBA, renovó con los Leopards el 18 de marzo. Al término de la temporada regular, fue elegido como el jugador más popular de la liga (Most Popular Player of the Year). El 1 de junio se proclamó campeón siendo nombrado MVP de las Finales.
El 20 de junio se anunció su incorporación a los Taipei Mustangs del The Asian Tournament. Jugó luego el mismo torneo con el equipo filipino Zamboanga Valientes.
En enero de 2025 disputó el Dubai International Basketball Championship como refuerzo del equipo filipino Strong Group. Posteriormente jugó los playoffs de la temporada 2024-25 de The League de Mongolia para el equipo Selenge Bodons.

### Regreso a Puerto Rico
El 23 de abril de 2025 se anunció el retorno a Cousins a los Mets de Guaynabo de la Baloncesto Superior Nacional de Puerto Rico.

### 3x3
En verano de 2024 se une al FIBA 3x3 World Tour de baloncesto 3x3 como parte del equipo chino Wuxi.

## Selección nacional
Fue miembro de la selección de baloncesto de Estados Unidos, con la que obtuvo el Campeonato Mundial de Baloncesto de 2014 y la medalla de oro en el torneo de baloncesto masculino de los Juegos Olímpicos de Río de Janeiro 2016. 

## Estadísticas de su carrera en la NBA

### Temporada regular
| Año      | Equipo        | PJ  | PT  | MPP  | %TC  | %3P  | %TL  | RPP  | APP | ROB | TPP | PPP  |
| -------- | ------------- | --- | --- | ---- | ---- | ---- | ---- | ---- | --- | --- | --- | ---- |
| 2010-11  | Sacramento    | 81  | 62  | 28.5 | .430 | .167 | .687 | 8.6  | 2.5 | 1.0 | .8  | 14.1 |
| 2011-12  | Sacramento    | 64  | 62  | 30.5 | .448 | .143 | .702 | 11.0 | 1.6 | 1.5 | 1.2 | 18.1 |
| 2012-13  | Sacramento    | 75  | 74  | 30.5 | .465 | .182 | .738 | 9.9  | 2.7 | 1.4 | .7  | 17.1 |
| 2013-14  | Sacramento    | 71  | 71  | 32.4 | .496 | .000 | .726 | 11.7 | 2.9 | 1.5 | 1.3 | 22.7 |
| 2014-15  | Sacramento    | 59  | 59  | 34.1 | .467 | .250 | .782 | 12.7 | 3.6 | 1.5 | 1.8 | 24.1 |
| 2015-16  | Sacramento    | 65  | 65  | 34.6 | .451 | .333 | .718 | 11.5 | 3.3 | 1.6 | 1.4 | 26.9 |
| 2016-17  | Sacramento    | 55  | 55  | 34.4 | .452 | .356 | .770 | 10.6 | 4.8 | 1.4 | 1.3 | 27.8 |
| 2016-17  | New Orleans   | 17  | 17  | 33.8 | .452 | .375 | .777 | 12.5 | 3.9 | 1.5 | 1.1 | 24.4 |
| 2017-18  | New Orleans   | 48  | 48  | 36.2 | .470 | .354 | .746 | 12.9 | 5.4 | 1.6 | 1.6 | 25.2 |
| 2018-19  | Golden State  | 30  | 30  | 25.7 | .480 | .274 | .736 | 8.2  | 3.6 | 1.3 | 1.5 | 16.3 |
| 2020-21  | Houston       | 25  | 11  | 20.2 | .376 | .336 | .746 | 7.6  | 2.4 | .8  | .7  | 9.6  |
| 2020-21  | L.A. Clippers | 16  | 0   | 12.9 | .537 | .421 | .682 | 4.5  | 1.0 | .8  | .4  | 7.8  |
| 2021-22  | Milwaukee     | 17  | 5   | 16.9 | .466 | .271 | .816 | 5.8  | 1.1 | .9  | .5  | 9.1  |
| 2021-22  | Denver        | 31  | 2   | 13.9 | .456 | .324 | .736 | 5.5  | 1.7 | .6  | .4  | 8.9  |
| Total    | Total         | 654 | 561 | 29.8 | .460 | .331 | .737 | 10.2 | 3.0 | 1.3 | 1.1 | 19.6 |
| All-Star | All-Star      | 3   | 0   | 10.4 | .800 | .500 | .667 | 3.7  | .3  | .3  | .0  | 9.3  |

### Playoffs
| Año   | Equipo        | PJ | PT | MPP  | %TC  | %3P  | %TL  | RPP | APP | ROB | TPP | PPP  |
| ----- | ------------- | -- | -- | ---- | ---- | ---- | ---- | --- | --- | --- | --- | ---- |
| 2019  | Golden State  | 8  | 5  | 16.6 | .396 | .250 | .640 | 4.9 | 2.4 | .6  | .8  | 7.6  |
| 2021  | L.A. Clippers | 7  | 0  | 8.3  | .452 | .400 | .786 | 2.0 | .7  | .3  | .4  | 7.6  |
| 2022  | Denver        | 5  | 0  | 11.4 | .655 | .667 | .733 | 3.4 | 1.2 | .6  | .2  | 10.6 |
| Total | Total         | 20 | 5  | 12.4 | .476 | .392 | .704 | 3.5 | 1.5 | .5  | .5  | 8.4  |

## Vida personal
Es hermano mayor del también baloncestista profesional Jaleel Cousins (n. 1993).